# Vecquemont
Vecquemont é uma comuna francesa na região administrativa de Altos da França, no departamento de Somme. Estende-se por uma área de 1,87 km². Em 2010 a comuna tinha 551 habitantes (densidade: 294,7 hab./km²).